# Clark Haggans
Clark Cromwell Haggans (født 10. januar 1977, død 19. juni 2023) var en professionel amerikansk fodbold-spiller fra USA. Han spillede i en årrække i NFL hos Pittsburgh Steelers, Arizona Cardinals og San Francisco 49ers som  outside linebacker.